# Бэнкс, Марта
Марта Бэнкс (англ. Martha E. Banks, род. 1951) — клинический психолог, известна своей экспертизой в вопросах, связанных с женщинами, расой, травмами, инвалидностью, религией и их взаимосвязью. Она является исследователем-нейропсихологом и программистом в ABackans DCP Inc.
Бэнкс была одним из основателей Общества психологического изучения проблем этнических меньшинств, которое впоследствии стало Обществом психологического изучения культуры, этнической принадлежности и расы, Американская психологическая ассоциация (APA), Отдел 45. С 2008 по 2009 год она занимала пост президента Общества психологии женщин (APA, Отдел 35), а в 2012 году была представителем этого Отдела в Совете APA. В 1997 году она была председателем Комитета APA по делам женщин и входила в состав Совета APA по развитию психологии в интересах общества.

## Биография
Бэнкс родилась в Вашингтоне, округ Колумбия, в 1951 году и выросла в Ньюпорте, штат Род-Айленд. Поскольку оба её родителя были выпускниками Университета Брауна, у Бэнкс была совсем другая жизнь в плане образования по сравнению с другими афроамериканскими девочками, выросшими в 1960-х годах.
Бэнкс получила степень бакалавра наук в Университете Брауна в 1973 году. Затем она поступила в аспирантуру Университета Род-Айленда, где в 1978 году получила степень магистра, а в 1980 году — степень доктора философии по клинической психологии. Её диссертация называлась «Эмоции и музыка: корреляционное исследование». С 1983 по 1996 год Бэнкс работала психологом в госпитале Управления по делам ветеранов в Брексвилле. Она работала преподавателем в колледже Вустера с 1989 по 1991 год и с 2003 по 2005 год.
Исследования и клиническая работа Бэнкс сосредоточены на женщинах с ограниченными возможностями, включая их повышенный риск физического и психологического насилия. В нескольких её исследованиях особое внимание уделялось травматическим повреждениям головного мозга, полученным жертвами домашнего насилия. Совместно с Розали Акерман Бэнкс разработала батарею нейропсихологических тестов Акерман-Бэнкс, которая стала одной из первых оценок, включавших нормативную выборку этнических меньшинств, а также интервью и контрольный список для выявления черепно-мозговой травмы после нападения.

## Награды
В 2003 году Бэнкс получила премию имени Сью Розенберг Залк за выдающиеся заслуги перед Обществом психологии женщин. В 2008 году Американская психологическая ассоциация (APA) наградила её Президентской грамотой за лидерство, отметив её лидерство в области женщин и психологии, вопросов этнических меньшинств и реабилитационной психологии. В 2012 году Комитет Американской психологической ассоциации (APA) по делам женщин в психологии удостоил Бэнкс премии «За выдающиеся лидерские качества», в которой говорилось: «Она была пионером в деле эффективной интеграции феминистской теории с проблемами, с которыми сталкиваются женщины с ограниченными возможностями, и продвинула понимание психологией взаимосвязи пола, расы и инвалидности».
Будучи выпускником Университета Род-Айленда (URI), Бэнкс была удостоена Премии президента за выдающиеся достижения в 2010 году и Премии университета за многообразие за достижения всей жизни в 2013 году.

## Книги
- Banks, M. E., Gover, M. S., Kendall, E., & Marshall, C. A. (Eds.). (2009). Disabilities: Insights from across fields and around the world [3 volumes]. ABC-CLIO. ISBN 978-0-313-34605-7.
- Banks, M. E., & Kaschak, E. (2003). Women with visible and invisible disabilities: Multiple intersections, multiple issues, multiple therapies. Haworth Press.
- Banks, M. E., Kendall, E., Marshall, C. A., Gover, R. M., & Bornemann, T. (Eds.) (2009). Disabilities. insights from across fields and around the world. Praeger.